# انکار تاریخ
انکار تاریخ (انگلیسی: Historical negationism) نفی‌گرایی تاریخ، که انکار گرایی نیز نامیده می‌شود، جعل یا تحریف سوابق تاریخی است. نباید آن را با تجدیدنظرطلبی تاریخی، یک اصطلاح علمی است که به تفسیرهای آکادمیک تازه اثبات شده و نسبتاً مستدل از تاریخ تسری می‌دهد، در هم آمیخت. در تلاش برای بازنگری در گذشته، رویزیونیسم تاریخی نامشروع ممکن است از تکنیک‌هایی استفاده کند که در گفتمان تاریخی مناسب غیرقابل قبول است، مانند ارائه اسناد جعلی شناخته شده به عنوان اصیل، ابداع دلایل مبتکرانه اما غیرقابل قبول برای بی‌اعتمادی به اسناد واقعی، نسبت دادن نتیجه به کتاب‌ها و منابعی که خلاف آن را گزارش می‌کنند، دستکاری. مجموعه‌های آماری برای حمایت از دیدگاه داده شده و ترجمه اشتباه عمدی متون.
برخی از کشورها، مانند آلمان، بازنگری نفی‌گرایانه برخی رویدادهای تاریخی را جرم انگاری کرده‌اند، در حالی که برخی دیگر به دلایل مختلف، مانند حمایت از آزادی بیان، موضع محتاطانه تری اتخاذ می‌کنند. برخی دیگر دیدگاه‌های نفی‌گرایانه را اجباری می‌کنند، مانند کالیفرنیا و ژاپن، که در آن دانش‌آموزان به صراحت از یادگیری در مورد نسل‌کشی کالیفرنیا و جنایات جنگی ژاپن. نمونه‌های قابل توجه نفی‌گرایی عبارتند از انکار هولوکاست، انکار نسل‌کشی ارامنه، علت گمشده کنفدراسیون، مناقشات کتاب‌های درسی تاریخ ژاپن، و تاریخ‌نگاری در اتحاد جماهیر شوروی در دوران استالین. برخی از نفی‌گرایان برجسته تاریخی عبارتند از: آرتور بوتز، دیوید ایروینگ و شینزو آبه. در ادبیات، پیامدهای نفی گرایی تاریخی در برخی از آثار داستانی، مانند نوزده هشتاد و چهار، توسط جورج اورول، به صورت تخیلی به تصویر کشیده شده‌است. در دوران مدرن، نفی گرایی ممکن است از طریق رسانه‌های جدید، مانند اینترنت، گسترش یابد.

## خاستگاه اصطلاح
اصطلاح نفی گرایی (négationnisme) اولین بار توسط هانری روسو مورخ فرانسوی در کتاب سندرم ویشی در سال ۱۹۸۷ که به خاطره مردمی فرانسوی ویشی فرانسه و مقاومت فرانسه می پردازد ابداع شد و مورد استفاده قرار گرفت. روسو اظهار داشت که لازم است بین تجدیدنظرطلبی تاریخی مشروع در مطالعات هولوکاست و انکار با انگیزه سیاسی هولوکاست که او آن را نفی گرایی نامید، تمایز قائل شد.

## اهداف
معمولاً هدف از نفی تاریخی دستیابی به یک هدف ملی، سیاسی، شیطان جلوه دادن دشمن، ایجاد توهم پیروزی یا حفظ دوستی است. گاهی اوقات هدف از تجدید نظر در تاریخ، فروش بیشتر کتاب یا جلب توجه با تیتر روزنامه است. مورخ جیمز ام. مک فرسون گفت که نفی گرایان مایلند که تاریخ تجدیدنظرطلبانه به عنوان «تفسیری آگاهانه جعل شده یا تحریف شده از گذشته برای خدمت به اهداف حزبی یا ایدئولوژیک در حال حاضر» درک شود.

## نمونه

### ایران
دولت جمهوری اسلامی در کتاب درس کودکان روایت قصه ها را تغییر میدهد.

### اتحادیه جماهیر شوروی
انکار هولودومور